# 18e étape du Tour de France 2003
Pour un article plus général, voir Tour de France 2003.
La 18e étape du Tour de France 2003 s'est déroulée le 25 juillet 2003 entre Bordeaux et Saint-Maixent-l'École sur un parcours de 202,5 km. Elle a été remportée par l'Espagnol Pablo Lastras (iBanesto.com) devant le Français Carlos Da Cruz (Fdjeux.com) et l'Italien Daniele Nardello (Telekom). L'Américain Lance Armstrong (US Postal Service-Berry Floor) conserve le maillot jaune à l'issue de l'étape.

## Classement de l'étape
| \| Classement de l'étape \| Classement de l'étape \| Classement de l'étape \| Classement de l'étape \| Classement de l'étape \| \| Coureur \| Coureur \| Pays \| Équipe \| Temps \| \| --------------------- \| --------------------- \| --------------------- \| ------------------------------- \| --------------------- \| \| 1er \| Pablo Lastras \| Espagne \| iBanesto.com \| 4 h 03 min 18 s \| \| 2e \| Carlos Da Cruz \| France \| Fdjeux.com \| + 0 s \| \| 3e \| Daniele Nardello \| Italie \| Telekom \| + 0 s \| \| 4e \| David Cañada \| Espagne \| Quick Step-Davitamon \| + 4 s \| \| 5e \| Massimiliano Lelli \| Italie \| Cofidis-Le Crédit par Téléphone \| + 19 s \| \| 6e \| Andy Flickinger \| France \| AG2R Prévoyance \| + 19 s \| \| 7e \| Thomas Voeckler \| France \| Brioches La Boulangère \| + 19 s \| \| 8e \| Paolo Fornaciari \| Italie \| Saeco \| + 19 s \| \| 9e \| Fabrizio Guidi \| Italie \| Team Bianchi \| + 35 s \| \| 10e \| Vladimir Miholjević \| Croatie \| Alessio \| + 35 s \| |                     |         |                                 |                 |
| |                     |         |                                 |                 |
| |                     |         |                                 |                 |
| Classement de l'étape |                     |         |                                 |                 |
| Coureur | Coureur             | Pays    | Équipe                          | Temps           |
| 1er | Pablo Lastras       | Espagne | iBanesto.com                    | 4 h 03 min 18 s |
| 2e | Carlos Da Cruz      | France  | Fdjeux.com                      | + 0 s           |
| 3e | Daniele Nardello    | Italie  | Telekom                         | + 0 s           |
| 4e | David Cañada        | Espagne | Quick Step-Davitamon            | + 4 s           |
| 5e | Massimiliano Lelli  | Italie  | Cofidis-Le Crédit par Téléphone | + 19 s          |
| 6e | Andy Flickinger     | France  | AG2R Prévoyance                 | + 19 s          |
| 7e | Thomas Voeckler     | France  | Brioches La Boulangère          | + 19 s          |
| 8e | Paolo Fornaciari    | Italie  | Saeco                           | + 19 s          |
| 9e | Fabrizio Guidi      | Italie  | Team Bianchi                    | + 35 s          |
| 10e | Vladimir Miholjević | Croatie | Alessio                         | + 35 s          |

## Classement général
| \| Classement général \| Classement général \| Classement général \| Classement général \| Classement général \| \| Coureur \| Coureur \| Pays \| Équipe \| Temps \| \| ------------------ \| -------------------- \| ------------------ \| ----------------------------- \| ------------------ \| \| 1er \| Lance Armstrong \| États-Unis \| US Postal Service-Berry Floor \| DQ \| \| 2e \| Jan Ullrich \| Allemagne \| Team Bianchi \| + 1 min 07 s \| \| 3e \| Alexandre Vinokourov \| Kazakhstan \| Telekom \| + 2 min 45 s \| \| 4e \| Haimar Zubeldia \| Espagne \| Euskaltel-Euskadi \| + 5 min 16 s \| \| 5e \| Iban Mayo \| Espagne \| Euskaltel-Euskadi \| + 5 min 25 s \| \| 6e \| Tyler Hamilton \| États-Unis \| CSC \| + 6 min 35 s \| \| 7e \| Ivan Basso \| Italie \| Fassa Bortolo \| + 8 min 08 s \| \| 8e \| Christophe Moreau \| France \| Crédit Agricole \| + 11 min 12 s \| \| 9e \| Francisco Mancebo \| Espagne \| iBanesto.com \| + 16 min 05 s \| \| 10e \| Carlos Sastre \| Espagne \| CSC \| + 16 min 12 s \| |                      |            |                               |               |
| |                      |            |                               |               |
| |                      |            |                               |               |
| Classement général |                      |            |                               |               |
| Coureur | Coureur              | Pays       | Équipe                        | Temps         |
| 1er | Lance Armstrong      | États-Unis | US Postal Service-Berry Floor | DQ            |
| 2e | Jan Ullrich          | Allemagne  | Team Bianchi                  | + 1 min 07 s  |
| 3e | Alexandre Vinokourov | Kazakhstan | Telekom                       | + 2 min 45 s  |
| 4e | Haimar Zubeldia      | Espagne    | Euskaltel-Euskadi             | + 5 min 16 s  |
| 5e | Iban Mayo            | Espagne    | Euskaltel-Euskadi             | + 5 min 25 s  |
| 6e | Tyler Hamilton       | États-Unis | CSC                           | + 6 min 35 s  |
| 7e | Ivan Basso           | Italie     | Fassa Bortolo                 | + 8 min 08 s  |
| 8e | Christophe Moreau    | France     | Crédit Agricole               | + 11 min 12 s |
| 9e | Francisco Mancebo    | Espagne    | iBanesto.com                  | + 16 min 05 s |
| 10e | Carlos Sastre        | Espagne    | CSC                           | + 16 min 12 s |

## Classements annexes
| Classement par points | Classement par points | Classement par points | Classement par points | Classement par points |
| Coureur               | Coureur               | Pays                  | Équipe                | Points                |
| --------------------- | --------------------- | --------------------- | --------------------- | --------------------- |
| 1er                   | Robbie McEwen         | Australie             | Lotto-Domo            | 178 pts               |
| 2e                    | Baden Cooke           | Australie             | Fdjeux.com            | 176 pts               |
| 3e                    | Erik Zabel            | Allemagne             | Telekom               | 165 pts               |
| 4e                    | Thor Hushovd          | Norvège               | Crédit Agricole       | 151 pts               |
| 5e                    | Stuart O'Grady        | Australie             | Crédit Agricole       | 133 pts               |

| Classement par points | Classement par points | Classement par points | Classement par points | Classement par points |
| Coureur               | Coureur               | Pays                  | Équipe                | Points                |
| --------------------- | --------------------- | --------------------- | --------------------- | --------------------- |
| 1er                   | Robbie McEwen         | Australie             | Lotto-Domo            | 178 pts               |
| 2e                    | Baden Cooke           | Australie             | Fdjeux.com            | 176 pts               |
| 3e                    | Erik Zabel            | Allemagne             | Telekom               | 165 pts               |
| 4e                    | Thor Hushovd          | Norvège               | Crédit Agricole       | 151 pts               |
| 5e                    | Stuart O'Grady        | Australie             | Crédit Agricole       | 133 pts               |

| Classement de la montagne | Classement de la montagne | Classement de la montagne | Classement de la montagne     | Classement de la montagne |
| Coureur                   | Coureur                   | Pays                      | Équipe                        | Points                    |
| ------------------------- | ------------------------- | ------------------------- | ----------------------------- | ------------------------- |
| 1er                       | Richard Virenque          | France                    | Quick Step-Davitamon          | 324 pts                   |
| 2e                        | Laurent Dufaux            | Suisse                    | Alessio                       | 187 pts                   |
| 3e                        | Lance Armstrong           | États-Unis                | US Postal Service-Berry Floor | DQ                        |
| 4e                        | Juan Miguel Mercado       | Espagne                   | iBanesto.com                  | 133 pts                   |
| 5e                        | Christophe Moreau         | France                    | Crédit Agricole               | 132 pts                   |

| Classement de la montagne | Classement de la montagne | Classement de la montagne | Classement de la montagne     | Classement de la montagne |
| Coureur                   | Coureur                   | Pays                      | Équipe                        | Points                    |
| ------------------------- | ------------------------- | ------------------------- | ----------------------------- | ------------------------- |
| 1er                       | Richard Virenque          | France                    | Quick Step-Davitamon          | 324 pts                   |
| 2e                        | Laurent Dufaux            | Suisse                    | Alessio                       | 187 pts                   |
| 3e                        | Lance Armstrong           | États-Unis                | US Postal Service-Berry Floor | DQ                        |
| 4e                        | Juan Miguel Mercado       | Espagne                   | iBanesto.com                  | 133 pts                   |
| 5e                        | Christophe Moreau         | France                    | Crédit Agricole               | 132 pts                   |

| Classement du meilleur jeune | Classement du meilleur jeune | Classement du meilleur jeune | Classement du meilleur jeune | Classement du meilleur jeune |
| Coureur                      | Coureur                      | Pays                         | Équipe                       | Temps                        |
| ---------------------------- | ---------------------------- | ---------------------------- | ---------------------------- | ---------------------------- |
| 1er                          | Denis Menchov                | Russie                       | iBanesto.com                 | 79 h 25 min 00 s             |
| 2e                           | Mikel Astarloza              | Espagne                      | AG2R Prévoyance              | + 42 min 33 s                |
| 3e                           | Juan Miguel Mercado          | Espagne                      | iBanesto.com                 | + 1 h 00 min 38 s            |
| 4e                           | Sylvain Chavanel             | France                       | Brioches La Boulangère       | + 1 h 07 min 07 s            |
| 5e                           | Andy Flickinger              | France                       | AG2R Prévoyance              | + 1 h 08 min 22 s            |

| Classement du meilleur jeune | Classement du meilleur jeune | Classement du meilleur jeune | Classement du meilleur jeune | Classement du meilleur jeune |
| Coureur                      | Coureur                      | Pays                         | Équipe                       | Temps                        |
| ---------------------------- | ---------------------------- | ---------------------------- | ---------------------------- | ---------------------------- |
| 1er                          | Denis Menchov                | Russie                       | iBanesto.com                 | 79 h 25 min 00 s             |
| 2e                           | Mikel Astarloza              | Espagne                      | AG2R Prévoyance              | + 42 min 33 s                |
| 3e                           | Juan Miguel Mercado          | Espagne                      | iBanesto.com                 | + 1 h 00 min 38 s            |
| 4e                           | Sylvain Chavanel             | France                       | Brioches La Boulangère       | + 1 h 07 min 07 s            |
| 5e                           | Andy Flickinger              | France                       | AG2R Prévoyance              | + 1 h 08 min 22 s            |

| Classement par équipes | Classement par équipes        | Classement par équipes | Classement par équipes |
| Équipe                 | Équipe                        | Pays                   | Temps                  |
| ---------------------- | ----------------------------- | ---------------------- | ---------------------- |
| 1re                    | CSC                           | Danemark               | 234 h 35 min 12 s      |
| 2e                     | iBanesto.com                  | Espagne                | + 18 min 18 s          |
| 3e                     | Euskaltel-Euskadi             | Espagne                | + 40 min 27 s          |
| 4e                     | US Postal Service-Berry Floor | États-Unis             | + 47 min 22 s          |
| 5e                     | Team Bianchi                  | Allemagne              | + 1 h 08 min 57 s      |

| Classement par équipes | Classement par équipes        | Classement par équipes | Classement par équipes |
| Équipe                 | Équipe                        | Pays                   | Temps                  |
| ---------------------- | ----------------------------- | ---------------------- | ---------------------- |
| 1re                    | CSC                           | Danemark               | 234 h 35 min 12 s      |
| 2e                     | iBanesto.com                  | Espagne                | + 18 min 18 s          |
| 3e                     | Euskaltel-Euskadi             | Espagne                | + 40 min 27 s          |
| 4e                     | US Postal Service-Berry Floor | États-Unis             | + 47 min 22 s          |
| 5e                     | Team Bianchi                  | Allemagne              | + 1 h 08 min 57 s      |